# Zwitserland op het Eurovisiesongfestival 1991
Zwitserland nam deel aan het  Eurovisiesongfestival 1991, gehouden in Rome, Italië. Het was de 36ste deelname van het land.

## Selectieprocedure
Men koos ervoor om een nationale finale te houden. Deze vond plaats in Casino du Rivage in Vevey, en werd gepresenteerd door Lolita Morena.
Aan deze finale deden 9 acts mee en de winnaar werd bepaald door een jury bestaande uit muziekexperts en journalisten en 3 regionale jury's.
| Volgorde | Artiest                       | Lied                    | Punten | Plaats |
| -------- | ----------------------------- | ----------------------- | ------ | ------ |
| 1        | Marco, Daria and Mattia Zappa | "La nave va"            | 22     | 5de    |
| 2        | Christine Nachbauer           | "Segel im Wind"         | 13     | 8ste   |
| 3        | Claude Lander                 | "Laissez-le vivre"      | 11     | 9de    |
| 4        | R.C.O.                        | "Ruhelos"               | 20     | 6de    |
| 5        | Daniela Simons                | "Come finirà?"          | 38     | 2de    |
| 6        | Suisse Home                   | "Home Suisse Home"      | 15     | 7de    |
| 7        | Sandra Simó                   | "Canzone per te"        | 50     | 1ste   |
| 8        | Chris Lorens                  | "Ein ganzes Leben lang" | 34     | 3de    |
| 9        | Carol Rich                    | "Donner la main"        | 27     | 4de    |

## In Rome
Zwitserland moest als 5de aantreden op het festival, net na Griekenland en voor Oostenrijk. Op het einde van de puntentelling bleek dat ze 118 punten hadden verzameld, wat goed was voor een 5de plaats.
Men ontving 2 keer het maximum van de punten.
Nederland nam niet deel in 1991  en België had 12 punten over voor de Zwitserse inzending.

### Gekregen punten

#### Finale
| 12 punten                                      | 10 punten            | 8 punten                                                      | 7 punten            | 6 punten               |
| ---------------------------------------------- | -------------------- | ------------------------------------------------------------- | ------------------- | ---------------------- |
| - België - Luxemburg                           |                      | - Cyprus - Israël - Oostenrijk - Verenigd Koninkrijk - Zweden | - Griekenland       | - Duitsland - Portugal |
| 5 punten                                       | 4 punten             | 3 punten                                                      | 2 punten            | 1 punt                 |
| - Denemarken - Finland - IJsland - Joegoslavië | - Frankrijk - Italië | - Noorwegen                                                   | - Ierland - Turkije |                        |

### Punten gegeven door Zwitserland

#### Finale
Punten gegeven in de finale:
| 12 punten | Spanje              |
| 10 punten | Zweden              |
| 8 punten  | Israël              |
| 7 punten  | Frankrijk           |
| 6 punten  | Malta               |
| 5 punten  | Verenigd Koninkrijk |
| 4 punten  | IJsland             |
| 3 punten  | Ierland             |
| 2 punten  | Italië              |
| 1 punt    | Portugal            |

1956 · 1957 · 1958 · 1959 · 1960 · 1961 · 1962 · 1963 · 1964 · 1965 · 1966 · 1967 · 1968 · 1969 · 1970 · 1971 · 1972 · 1973 · 1974 · 1975 · 1976 · 1977 · 1978 · 1979 · 1980 · 1981 · 1982 · 1983 · 1984 · 1985 · 1986 · 1987 · 1988 · 1989 · 1990 · 1991 · 1992 · 1993 · 1994 · 1995 · 1996 · 1997 · 1998 · 1999 · 2000 · 2001 · 2002 · 2003 · 2004 · 2005 · 2006 · 2007 · 2008 · 2009 · 2010 · 2011 · 2012 · 2013 · 2014 · 2015 · 2016 · 2017 · 2018 · 2019 · 2020 · 2021 · 2022 · 2023 · 2024 · 2025